# Nacht van de Wansmaak
De Nacht van de Wansmaak is een cultfilm-evenement uit Vlaanderen en Nederland. Het evenement wordt georganiseerd door Jan Verheyen ("Max Rockatansky") en Jan Doense ("Mr. Horror"). Tijdens het evenement worden trailers en fragmenten vertoond van films die volgens de organisatoren behoren tot "de krochten van de wereldcinema". Deze worden live voorzien van commentaar door de beide gastheren.

## Edities
- De Nacht van de Wansmaak (1990)
- De Return of the Nacht van de Wansmaak (1997)
- De Nacht van de Wansmaak Strikes Back (2001)
- De Nacht van de Wansmaak Reloaded (2003)
- The Night of Bad Taste (2004-2006)
- De Nacht van de Wansmaak Has Risen from the Grave (2014)

## Films
De volgende films zijn een of meerdere keren vertoond tijdens De Nacht van de Wansmaak:
- Angel Above - The Devil Below
- Blood Feast (1963)
- Deadly Weapons (1974)
- Doctor Butcher Medical Deviate (1979)
- Double Agent 73 (1974)
- For Y'ur Height Only (1981)
- From Hell It Came (1957)
- Gappa (1967)
- Horror of the Blood Monsters (1970)
- I Want More (1970)
- Ilsa, Harem Keeper of the Oil Sheiks (1976)
- Intensive Care (1991)
- Love After Death (1968)
- Queen of Outer Space (1958)
- The Acid Eaters (1968)
- La bestia in calore (1977) (The Beast in the Heat)
- The Colossus of New York (1958)
- The Executioner (1978)
- The Giant Spider Invasion (1975)
- The Green Slime (1968)
- The Human Tornado (1976)
- The Island of Dr. Moreau (1996)
- The Mighty Gorga (1969)
- The Thing With Two Heads (1972)
- Two Thousand Maniacs (1964)
- Woensdag (2005)
- Zaat (1971)

## Dvd's
Onder dezelfde naam zijn ook twee dvd's uitgebracht. Hierop staat trailers van een aantal van de op de evenementen vertoonde films en korte inleidingen door Verheyen.

## Verwijzingen
- De officiële website van Nacht van de Wansmaak
- Nacht van de Wansmaak op IMDB